# SV Leoben
Die Sportvereinigung Leoben ist ein österreichischer Sportverein, der sich seit 1945 dem Breiten- und Leistungssport widmet. Zu den Disziplinen, die der Verein in  verschiedenen Jahrgangsstufen anbietet, gehören Eishockey, Fechten, Schwimmen, Tennis und Tischtennis. Die Mannschaften der Sektion Tischtennis spielen in der Landes- bzw. Oberliga. Seit 2020 nimmt der SV Leoben wieder an der zweiten Tischtennis-Bundesliga teil.

## Geschichte
1945 wurde der SV Leoben gegründet. Seit jeher wurden die Schwerpunkte auf den Breiten- und Leistungssport sowie auf die Jugendarbeit gelegt. Der Verein gehört neben verschiedenen Fachverbänden auch dem Dachverband  ASKÖ an.
Präsident ist der ehemalige Leobener 1. Vizebürgermeister Maximilian Jäger.

## Sportliche Erfolge
Die erste Herrenmannschaft des SV Leoben schloss die Saison 2017/2018 in der zweiten Tischtennis-Bundesliga B mit Rang 8 ab.